# Mateusz Spychała
Mateusz Spychała (ur. 28 stycznia 1998 w Sierakowie) – polski piłkarz występujący na pozycji obrońcy w polskim klubie Odra Opole.

## Kariera klubowa

### Lech Poznań
W 2008 roku dołączył do akademii Lecha Poznań. Zadebiutował w drużynie rezerw w meczu III ligi przeciwko Nielbie Wągrowiec (4:1).

### Radomiak Radom
1 lipca 2016 podpisał kontrakt z klubem Radomiak Radom. Zadebiutował 6 sierpnia 2016 w meczu II ligi przeciwko Stali Stalowa Wola (1:2).

### Wigry Suwałki
1 lipca 2017 został wysłany na roczne wypożyczenie do drużyny Wigier Suwałki. Zadebiutował 21 października 2017 w meczu I ligi przeciwko Bytovii Bytów (2:2). Pierwszą bramkę zdobył 3 czerwca 2018 w meczu ligowym przeciwko Ruchowi Chorzów (6:0).

### Stal Mielec
1 lipca 2018 podpisał kontrakt z zespołem Stali Mielec. Zadebiutował 20 lipca 2018 w meczu I ligi przeciwko Garbarni Kraków (0:2).

### Korona Kielce
1 lipca 2019 przeszedł do klubu Korona Kielce. Zadebiutował 30 sierpnia 2019 w meczu Ekstraklasy przeciwko Jagiellonii Białystok (0:2).

### Warta Poznań
21 sierpnia 2020 podpisał kontrakt z drużyną Warty Poznań. Zadebiutował 19 października 2020 w meczu Ekstraklasy przeciwko Podbeskidziu Bielsko-Biała (1:2).

## Kariera reprezentacyjna

### Polska U-20
W 2018 roku otrzymał powołanie do reprezentacji Polski U-20. Zadebiutował 22 marca 2018 w meczu U20 Elite League przeciwko reprezentacji Anglii U-20 (0:1).

## Statystyki

### Klubowe
(aktualne na dzień 12 lutego 2021)
| Klub                 | Sezon              | Liga               | Liga  | Liga   | Puchar kraju | Puchar kraju | Inne  | Inne   | Suma  | Suma   |
| Klub                 | Sezon              | Liga               | Mecze | Bramki | Mecze        | Bramki       | Mecze | Bramki | Mecze | Bramki |
| -------------------- | ------------------ | ------------------ | ----- | ------ | ------------ | ------------ | ----- | ------ | ----- | ------ |
| Lech II Poznań       | 2015/16            | III liga           | 8     | 0      | 0            | 0            | –     | –      | 8     | 0      |
| Lech II Poznań       | Ogólnie            | Ogólnie            | 8     | 0      | 0            | 0            | 0     | 0      | 8     | 0      |
| Radomiak Radom       | 2016/17            | II liga            | 26    | 0      | 1            | 0            | 1     | 0      | 28    | 0      |
| Radomiak Radom       | Ogólnie            | Ogólnie            | 26    | 0      | 1            | 0            | 1     | 0      | 28    | 0      |
| Wigry Suwałki (wyp.) | 2017/18            | I liga             | 18    | 1      | 0            | 0            | –     | –      | 18    | 1      |
| Wigry Suwałki (wyp.) | Ogólnie            | Ogólnie            | 18    | 1      | 0            | 0            | 0     | 0      | 18    | 1      |
| Stal Mielec          | 2018/19            | I liga             | 30    | 0      | 0            | 0            | –     | –      | 30    | 0      |
| Stal Mielec          | Ogólnie            | Ogólnie            | 30    | 0      | 0            | 0            | 0     | 0      | 30    | 0      |
| Korona Kielce        | 2019/20            | Ekstraklasa        | 24    | 0      | 0            | 0            | –     | –      | 24    | 0      |
| Korona Kielce        | Ogólnie            | Ogólnie            | 24    | 0      | 0            | 0            | 0     | 0      | 24    | 0      |
| Warta Poznań         | 2020/21            | Ekstraklasa        | 7     | 0      | 1            | 0            | –     | –      | 8     | 0      |
| Warta Poznań         | Ogólnie            | Ogólnie            | 7     | 0      | 1            | 0            | 0     | 0      | 8     | 0      |
| Ogólnie w karierze   | Ogólnie w karierze | Ogólnie w karierze | 113   | 1      | 2            | 0            | 1     | 0      | 116   | 1      |

### Reprezentacyjne
| Reprezentacja | Rok     | Mecze | Bramki |
| ------------- | ------- | ----- | ------ |
| Polska U-17   |         |       |        |
| 2014          | 2       | 0     |        |
| 2015          | 6       | 1     |        |
| Ogólnie       | Ogólnie | 8     | 1      |
| Polska U-18   |         |       |        |
| 2015          | 4       | 0     |        |
| Ogólnie       | Ogólnie | 4     | 0      |
| Polska U-19   |         |       |        |
| 2016          | 4       | 0     |        |
| 2017          | 1       | 0     |        |
| Ogólnie       | Ogólnie | 5     | 0      |
| Polska U-20   |         |       |        |
| 2018          | 2       | 0     |        |
| 2019          | 1       | 0     |        |
| Ogólnie       | Ogólnie | 3     | 0      |

| Mecze i gole w reprezentacji | Mecze i gole w reprezentacji | Mecze i gole w reprezentacji | Mecze i gole w reprezentacji | Mecze i gole w reprezentacji | Mecze i gole w reprezentacji | Mecze i gole w reprezentacji | Mecze i gole w reprezentacji |
| Lp.                          | Data                         | Miejsce                      | Gospodarz                    | Gość                         | Wynik                        | Gol                          | Rozgrywki                    |
| ---------------------------- | ---------------------------- | ---------------------------- | ---------------------------- | ---------------------------- | ---------------------------- | ---------------------------- | ---------------------------- |
| 1.                           | 22.03.2018                   | Bielsko-Biała                | Polska U-20                  | Anglia U-20                  | 0:1                          |                              | U20 Elite League             |
| 2.                           | 27.03.2018                   | Gütersloh                    | Niemcy U-20                  | Polska U-20                  | 3:0                          |                              | U20 Elite League             |
| 3.                           | 21.03.2019                   | Burton upon Trent            | Anglia U-20                  | Polska U-20                  | 1:3                          |                              | U20 Elite League             |

## Życie prywatne
Jego brat Maciej również jest piłkarzem – występuje na pozycji pomocnika w klubie Stomil Olsztyn.